# Sternaspis
Sternaspis ist der Name einer Gattung kleiner, gedrungener, in Schlamm lebender Vielborster (Polychaeta), die in Meeren weltweit als Detritusfresser zu finden sind. Sie ist eine von drei Gattungen in der Familie Sternaspidae.

## Merkmale
Die Ringelwürmer der Gattung Sternaspis haben wie andere Sternaspidae einen kurzen, gedrungenen Körper mit nur wenigen Segmenten und einer flachen Bauchseite aus, der sich in der Mitte meist etwas verengt. Die Arten der Gattung Sternaspis zeichnen sich unter diesen Ringelwürmern gemäß der Beschreibung durch Kelly Sendall und Sergio I. Salazar-Vallejo von 2013 durch sieben Abdominalsegmente, sichelförmige Haken am einziehbaren Vorderende (Introvert) und einen steifen Endschild aus, der oft mit Radialrippen, konzentrischen Streifen oder beidem ausgestattet ist.

## Arten
Die Gattung Sternaspis umfasst im Jahr 2018 folgende 30 Arten:
- Sternaspis affinis Stimpson, 1864 (Nordostpazifik)
- Sternaspis africana Augener, 1918 (Westafrika)
- Sternaspis andamanensis Sendall & Salazar-Vallejo, 2013 (Andamanen)
- Sternaspis annenkovae Salazar-Vallejo & Buzhinskaja, 2013
- Sternaspis britayevi Zhadan, Tzetlin & Salazar-Vallejo, 2017
- Sternaspis buzhinskajae Salazar-Vallejo, 2014
- Sternaspis chilensis Diaz-Diaz & Rozbaczylo, 2017
- Sternaspis chinensis Wu, Salazar-Vallejo & Xu, 2015
- Sternaspis costata Marenzeller, 1879 (Japan)
- Sternaspis fossor Stimpson, 1854 (Nordwestatlantik)
- Sternaspis islandica Malmgren, 1867 (Island)
- Sternaspis liui Wu, Salazar-Vallejo & Xu, 2015
- Sternaspis maior Chamberlin, 1919 (Golf von Kalifornien)
- Sternaspis maureri Salazar-Vallejo & Buzhinskaja, 2013
- Sternaspis monroi Salazar-Vallejo, 2014
- Sternaspis nana Zhadan, Tzetlin & Salazar-Vallejo, 2017
- Sternaspis papillosa Zhadan, Tzetlin & Salazar-Vallejo, 2017
- Sternaspis piotrowskiae Salazar-Vallejo, 2014
- Sternaspis princeps Selenka, 1885
- Sternaspis radiata Wu & Xu, 2017
- Sternaspis rietschi Caullery, 1944 (Tiefsee bei Indonesien)
- Sternaspis scutata (Ranzani, 1817) (Mittelmeer)
- Sternaspis sendalli Salazar-Vallejo, 2014
- Sternaspis spinosa Sluiter, 1882 (Indonesien)
- Sternaspis sunae Wu & Xu, 2017
- Sternaspis thalassemoides Otto, 1820 (Mittelmeer)
- Sternaspis thorsoni Sendall & Salazar-Vallejo, 2013 (Persischer Golf)
- Sternaspis uschakovi Salazar-Vallejo & Buzhinskaja, 2013
- Sternaspis williamsae Salazar-Vallejo & Buzhinskaja, 2013
- Sternaspis wui Wu & Xu, 2017

## Ähnliche Gattungen
In der Familie Sternaspidae gibt es neben Sternaspis zwei weitere Gattungen: Bei Caulleryaspis (mit den beiden Arten Caulleryaspis gudmundssoni von Island und Caulleryaspis laevis von Indonesien) gibt es ebenso sichelförmige Haken und sieben Abdominalsegmente, jedoch einen weichen Endschild, an dem Sedimentpartikel fest anhaften, während es bei Petersenaspis (mit den beiden Arten Petersenaspis capillata von Brasilien und Petersenaspis palpallatoci von den Philippinen) spatelförmige Haken und acht Abdominalsegmente bei steifem Endschild mit kaum erkennbaren Radialrippen und ohne konzentrische Streifen sind.